# Salut du Saint-Sacrement

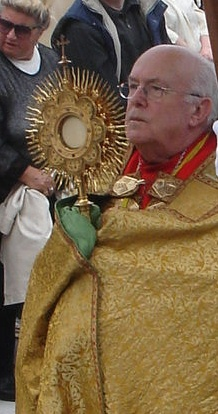
Le cardinal Danneels portant l'ostensoir

Le Salut (et la bénédiction) du Saint-Sacrement, ou simplement Salut, est une cérémonie célébrée dans l'Église catholique (et dans certaines communautés High Church de la communion anglicane). Pendant cette cérémonie, qui a habituellement lieu le dimanche en soirée, l'hostie consacrée est exposée dans un ostensoir et Jésus-Christ, réellement présent dans l'hostie consacrée selon le dogme catholique, est adoré. Le point culminant est la bénédiction des fidèles avec Jésus-Hostie : le prêtre ou le diacre fait le signe de croix avec Jésus-Hostie sur les fidèles. Le salut se fait de façon solennelle à la Fête-Dieu.

## Déroulement
Le Salut se compose des étapes suivantes :
- Un chant d'exposition, Ô salutaris Hostia, par exemple, ou Adoro te ou Ave verum (celui de Mozart est très connu) ou Adoremus ou Panis Angelicus, etc. Durant ce chant, l'officiant revêtu d'une chape impose l'encens (le célébrant ne bénit pas car c'est Jésus-Hostie qui bénit) et encense Jésus-Hostie de trois coups triples.

- Il peut y avoir un temps de silence et d'Adoration.

- Il est ensuite réputé louable de chanter un chant à la sainte Vierge suivi d'un verset et d'un répons puis d'une oraison qui varient suivant le temps liturgique (suivant le cycle : Avent, temps de Noël, après la purification de Carême, temps pascal, temps après la Pentecôte).

- Puis on chante le Tantum ergo, deux strophes tirées du Pange lingua, hymne initialement écrite pour les vêpres et par Thomas d'Aquin.

Le Pange lingua est par excellence le chant du Jeudi saint, jour de l'institution de l'Eucharistie. Centré sur la contemplation du Corps et du Sang du Christ, sous les espèces du pain et du vin, l'hymne s'achève par le Tantum ergo sacramentum, qui vient en action de grâce et insiste sur le caractère historique de nouveauté radicale de ce sacrement. Durant le chant de la première strophe, le prêtre encense de nouveau Jésus-Hostie. En voici le texte :

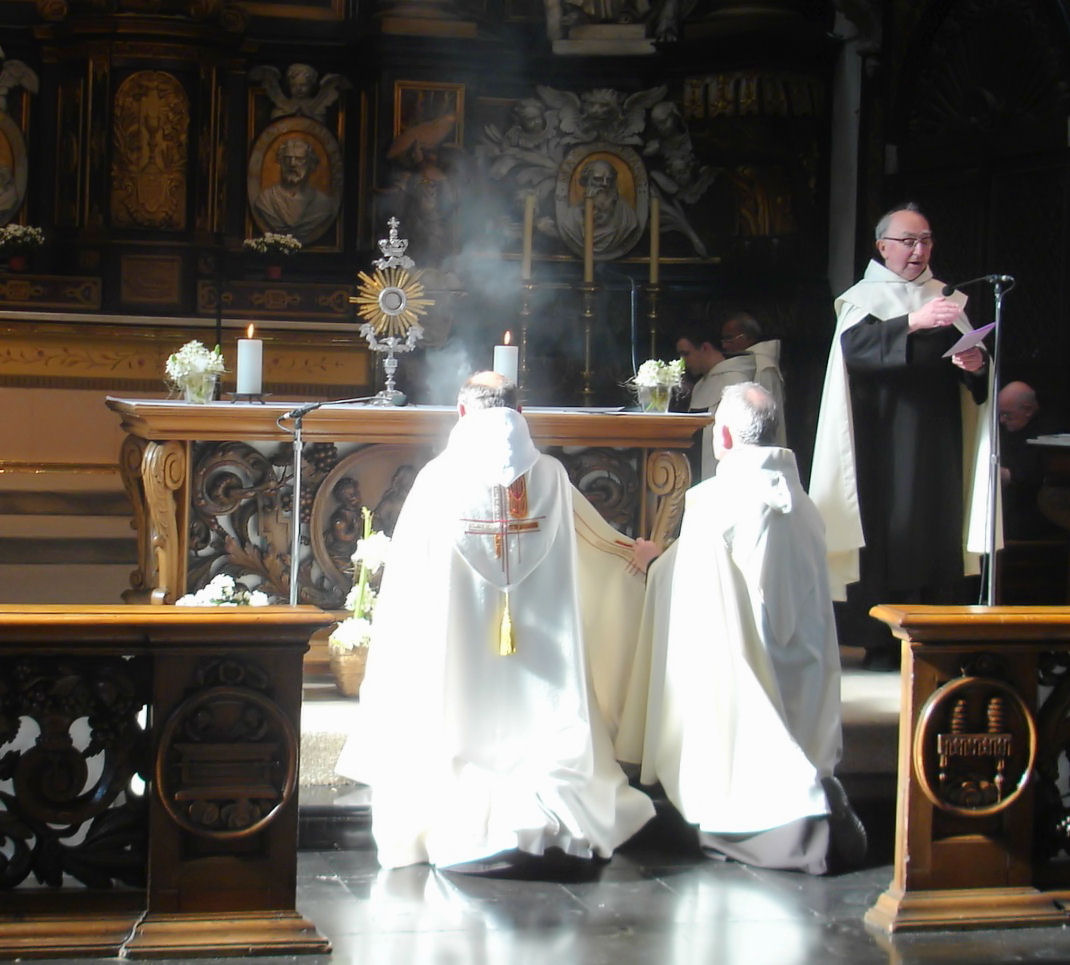
Bénédiction du Saint-Sacrement (encensement) au carmel de Gand.

Tantum ergo Sacraméntum venerémur cérnui :

Il est si grand, ce sacrement ! adorons-le, prosternés.

Et antíquum documéntum novo cedat rítui :

Que s'effacent les anciens rites devant le culte nouveau !

Præstet fides supplémentum sénsuum deféctui.

Que la foi vienne suppléer aux faiblesses de nos sens !

Genitóri, Genitóque laus et iubilatio, 

Au Père et au Fils qu'il engendre louange et joie débordante,

Salus, honor, virtus quoque sit et benedíctio :

Salut, honneur, toute-puissance et toujours bénédiction !

Procedénti ab utróque compar sit laudátio. Amen.

À l'Esprit qui des deux procède soit rendue même louange. Amen.
- À la fin du chant du Tantum ergo, l'officiant revêt le voile huméral sur les épaules avec l'ostensoir dans les mains, tandis qu'il y un roulement de la clochette pour signifier le début de la bénédiction, puis il bénit les fidèles lentement par un signe de croix majestueux. Quand il repose l'ostensoir, nouveau roulement de clochette pour signifier la fin de la bénédiction.

- Le chant du Tantum ergo est suivi d'un verset (V.) et d'un répons (R.) :

V. Panem de cœlo præstitisti eis. (Alléluia, T.P.)

V. Vous leur avez donné un pain descendu du ciel, (Alléluia, T.P.)

R. Omne delectamentum in se habentem. (Alléluia, T.P.)

R. Ayant en lui tous les délices. (Alléluia, T.P.).   
- suivi d'une prière :

Oremus : Deus, qui nobis sub sacramento mirabili, passionis tuae memoriam reliquisti : tribue, quaesumus, ita nos corporis et sanguinis tui sacra mysteria venerari, ut redemptionis tuae fructum in nobis iugiter sentiamus. Qui vivis et regnas in sæcula sæculorum. R. Amen.

Prions : Seigneur Jésus Christ, dans cet admirable sacrement, vous nous avez laissé le mémorial de votre passion ; donnez-nous de vénérer d’un si grand amour les mystères de votre corps et de votre sang, que nous puissions recueillir sans cesse le fruit de la rédemption. Vous qui vivez et régnez pour les siècles des siècles. R. Ainsi-soit-il.

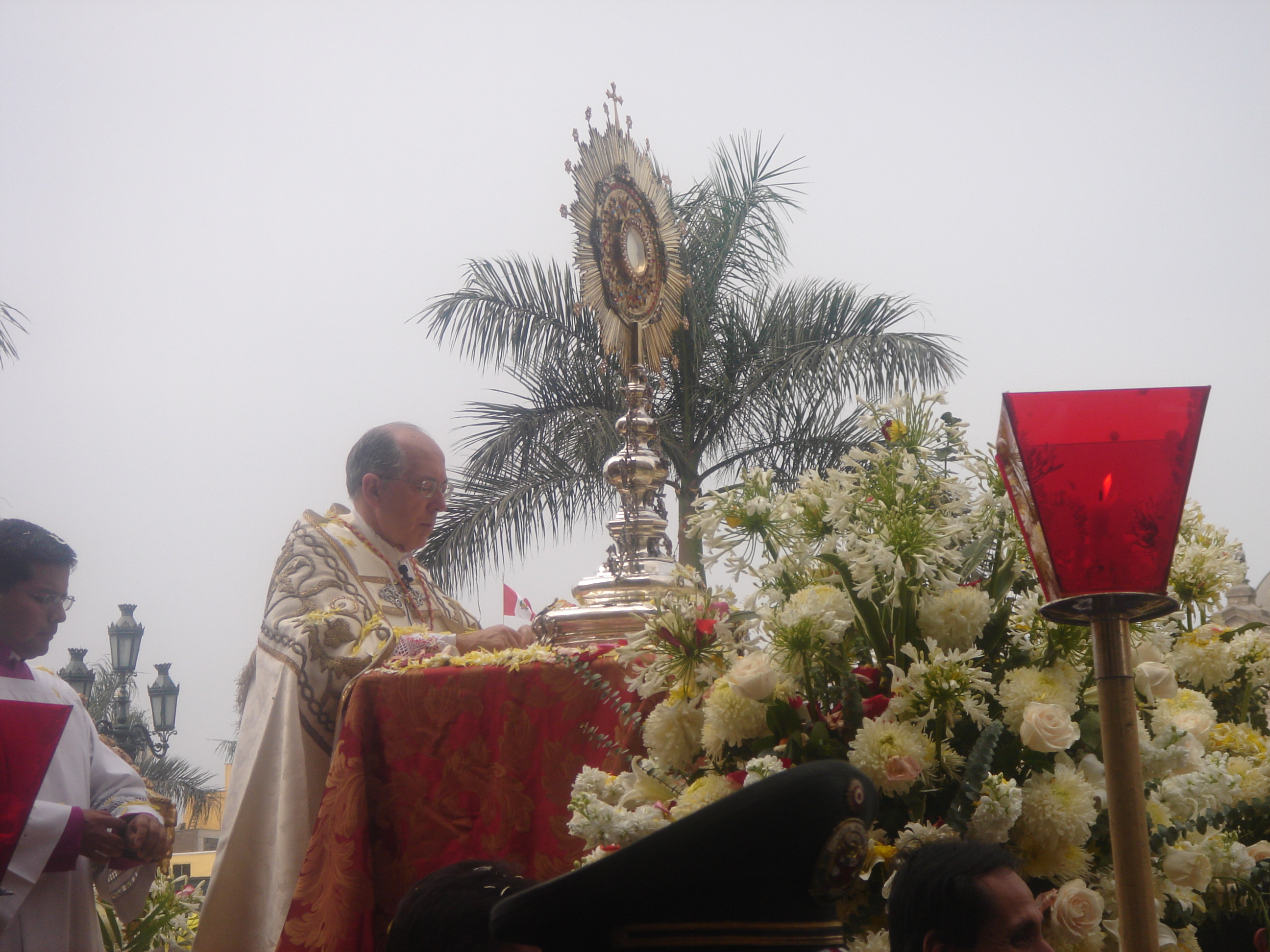
Prière devant le Saint-Sacrement du cardinal Cipriani à Lima

- Après la Bénédiction le célébrant dit des invocations de réparation :

Dieu soit béni !

Béni soit son saint Nom !

Béni soit Jésus Christ, vrai Dieu et vrai homme !

Béni soit le nom de Jésus !

Béni soit son Sacré Cœur !

Béni soit son Précieux Sang !

Béni soit Jésus au très Saint Sacrement de l’autel !

Béni soit l’Esprit Saint Consolateur !

Bénie soit l’auguste Mère de Dieu, la très sainte Vierge Marie !

Bénie soit sa sainte et immaculée Conception !

Bénie soit sa glorieuse Assomption !

Béni soit le nom de Marie Vierge et Mère !

Béni soit saint Joseph son très chaste époux !

Béni soit Dieu dans ses anges et dans ses saints !
- Enfin, le célébrant ou la chorale entonne un chant de reposition du Saint-Sacrement